# Видинское Евангелие

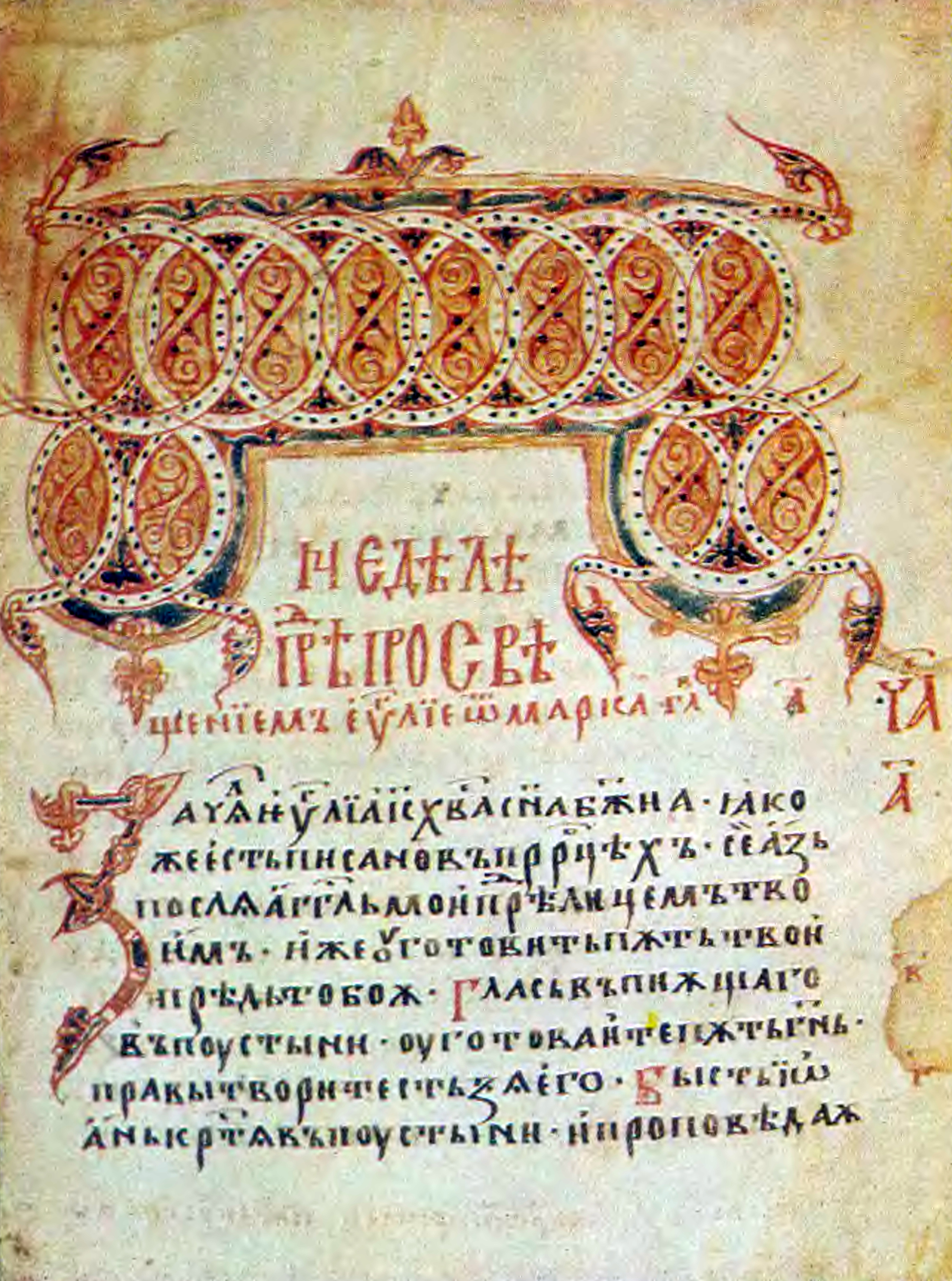
Видинское четвероевангелие

Видинское Четвероевангелие — среднеболгарская рукопись, созданная в Бдине, ныне Видин, во время правления Ивана Срацимира, правителя Видинского царства. Также известно как «Четвероевангелие митрополита Даниила» или как «Евангелие Керзона». Хранится в Британской библиотеке в Лондоне под шифром Add. MS 39625.
Евангелие написано на пергаменте тырновским уставным письмом. Переписчик придерживается языковых норм Тырновской литературной школы. Оно содержит Евангелия от Матфея, Марка, Луки и Иоанна. Также приводится список дат Пасхи на несколько лет. Первый из них — 1354 год, вероятно, соответствует году переписывания. Считается, что, в отличие от Четвероевангелия Ивана Александра («Лондонское четвероевангелие»), Видинское Евангелие предназначалось для регулярного богослужения, поэтому ее роспись не так богата. 
В 1837 году монахи греческого монастыря Святого Павла на Афоне подарили английскому путешественнику Роберту Керзону две рукописи: Четвероевангелие Ивана Александра и Видинское четвероевангелие.
В Евангелии сохранилась ценная запись:
«… по воле и при содействии Святой Троицы было начато святое и божественное дело — книга, названная греческим тетраевангелием — с большим трудом и вниманием к силе моей бедности в то время, когда носил корону царства и держал в руке скипетр благочестивый и великий царя. Иван Александр вместе со своим сыном, юным царем Иваном Срацимиром, а церковным столпом управлял патриарх господин Феодосий. Это святое дело было написано в большом и многолюдном городе Бдине по велению и желанию великого всеосвященного митрополита господина Даниила. А я, недостойный и низменный, боялся начать это дело во Христе, сверх моих сил, но, будучи родственником этого святого митрополита и тем более, привыкший к послушанию, я не пожелал не подчиниться. Поэтому я молю вас, те, кто читает и переписывает, не клевещите, а благословляйте, чтобы вы тоже могли получить от Того, кто исполняет молитвы тех, кто молится и благословляет годы праведников.»

## Издания
- Четириевангелие [микрофилм] Add. MS 39625, Британска библиотека 1348.; Видинско евангелие; Vidin Gospel]. Британска библиотека Славянски и източноевропейски колекции. owner: The British Library Slavonic and East European Collections. Date: [issued] 1348
- Vakareliyska, C. M. The Curzon Gospels: Annotated Edition; A Linguistic and Textual Introduction. T.1-2. Oxford, 2008